# Ernst Haefliger
Répertoire
Passions de J.S. Bach
Ernst Haefliger (né le 6 juillet 1919 à Davos et mort le 17 mars 2007 à Davos), était un ténor suisse.

## Biographie
Il étudie le chant et le violon à Zurich et se perfectionne auprès de Julius Patzak à Vienne avant de débuter en 1942 à Genève. 
De 1943 à 1952, il est membre de l'opéra de Zurich, puis jusqu'en 1974 de l'opéra de Berlin-Ouest. Il participe notamment, en 1949, à la création mondiale de Antigonæ de Carl Orff au Festival de Salzbourg en remplaçant au dernier moment le ténor Karl Erb dans le rôle de Tiresias.
Avant tout interprète réputé des cantates et Passions de J.S. Bach (il « incarna » l'Évangéliste pendant près de quarante ans) et des œuvres vocales sacrées (messes, Requiem) de W.A. Mozart, il a également enregistré, très tardivement, le Voyage d'hiver de Franz Schubert.
Dans le domaine de l'opéra, il a principalement collaboré avec Ferenc Fricsay, dont il faisait partie de « l'équipe » aux côtés de Maria Stader, Hertha Töpper et Dietrich Fischer-Dieskau. Ténor lyrique et non pas dramatique, doté d'une voix d'une grande clarté et pureté, mais peu puissante - tout comme Maria Stader, justement - il a néanmoins été un bon Don Ottavio et un Florestan convaincant par sa faiblesse plutôt que par une santé à la Jon Vickers.

## Prix et distinctions
- 1956 : Prix de la critique allemande
- 1957 : Chapel Gold Medal (Angleterre)
- Berliner Kammersänger
- Ordre du Mérite de la République fédérale d'Allemagne (Bundesverdienstkreuz)
- Ernst Haefliger est membre honoraire de la Hochschule für Musik und Theater München

## Écrits
- Die Singstimme. Bern: Hallwag 1983. (nouvelle édition sous le titre Die Kunst des Gesangs: Geschichte - Technik - Repertoire. (4 éd. augmentée Mainz, etc.: Schott 2000))